# Alcis taiwanensis
Alcis taiwanensis är en fjärilsart som beskrevs av Inoue 1978. Alcis taiwanensis ingår i släktet Alcis och familjen mätare. Inga underarter finns listade i Catalogue of Life.

## Bildgalleri

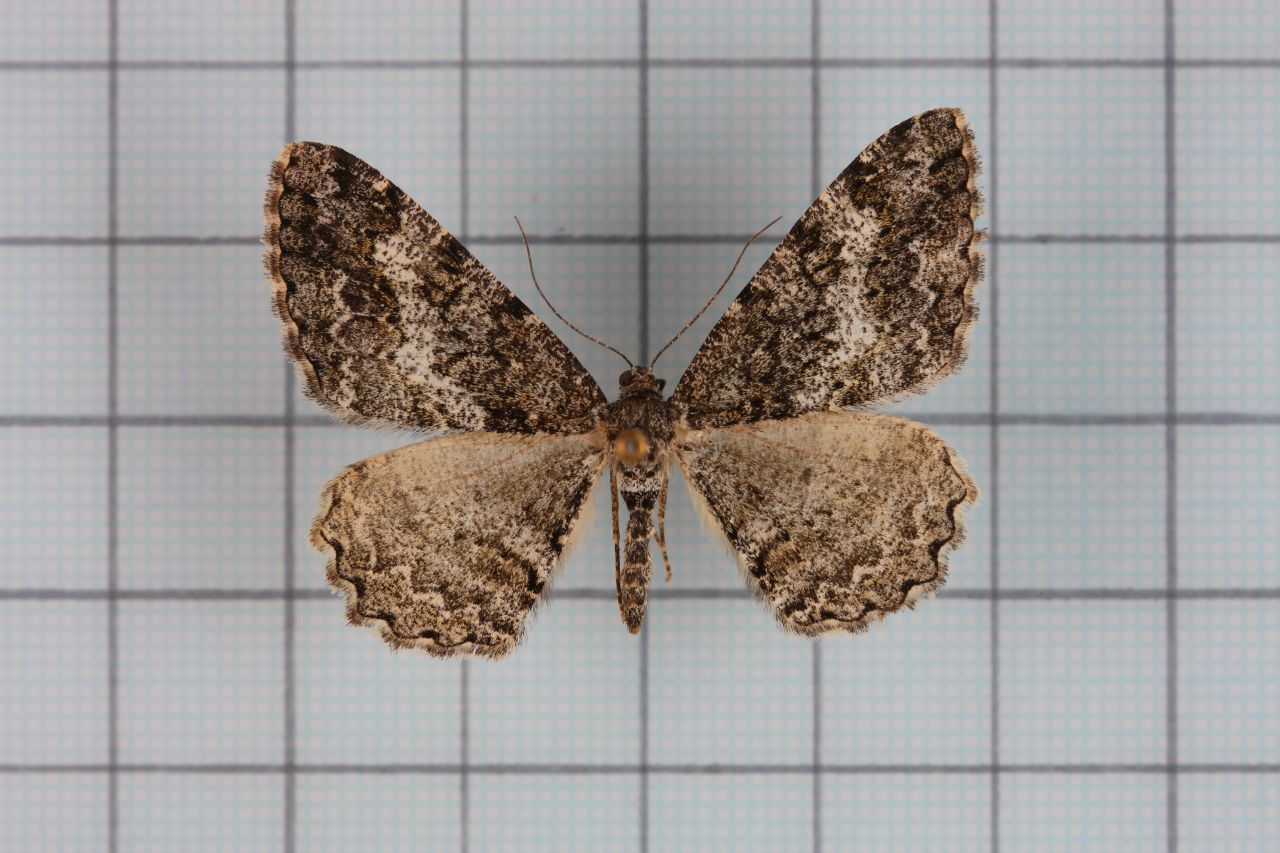